# Cánh đồng bất tận (phim)
Cánh đồng bất tận (tựa tiếng Anh: The Floating Lives) là một bộ phim điện ảnh Việt Nam của đạo diễn Nguyễn Phan Quang Bình thực hiện, khởi quay 23 tháng 11 năm 2009, khởi chiếu 22 tháng 10 năm 2010 trên toàn quốc Việt Nam. Phim dựa trên tác phẩm cùng tên của nhà văn Nguyễn Ngọc Tư. 

## Nội dung
Phim mở đầu với cảnh một nhóm phụ nữ đánh ghen trên xóm nhà ven sông. Người bị đánh ghen, đổ keo vào chỗ kín là Sương (Đỗ Thị Hải Yến), một cô gái điếm với lý do là đã quyến rũ chồng người khác. Điền (Võ Thanh Hòa), một cậu bé động lòng thương đã ra tay giải cứu và đưa Sương về nhà mình, là một con thuyền trên sông. Trên thuyền còn có ông Út Võ (Dustin Nguyễn), ba của Điền và Nương (Ninh Dương Lan Ngọc), chị gái của Điền. Sau đó, họ cùng nhau lênh đênh trên con thuyền chăn vịt đi nhiều nơi nhưng không ở đâu quá lâu.

## Diễn viên
- Dustin Nguyễn thủ vai Út Võ
- Đỗ Thị Hải Yến thủ vai Sương
- Võ Thanh Hòa thủ vai Điền, con trai Út Võ
- Ninh Dương Lan Ngọc thủ vai Nương, con gái Út Võ
- Tăng Thanh Hà thủ vai vợ  Út Võ

## Sản xuất

### Chuyển thể
Năm 2005, ngay sau khi truyện vừa Cánh đồng bất tận được xuất bản trên báo Văn Nghệ, nhà văn Ngô Thảo đã thuyết phục ban lãnh đạo Hãng BHD và Hãng Phim Việt mua trực tiếp bản quyền chuyển thể từ Nguyễn Ngọc Tư. Ngô Thảo và Nguyễn Phan Quang Bình đã xuống Cà Mau mua bản quyền với giá 15 triệu, thời hạn của hợp đồng là 10 năm.

### Sản xuất
Thời gian ngắn sau việc mua bán bản quyền, Nguyễn Ngọc Tư bị địa phương kỷ luật vì tác phẩm của cô bị độc giả phản đối, tác phẩm bị cho là không có tính tư tưởng giáo dục, bôi đen xã hội nông thôn. Sự việc khiến dư luận chú ý khi tác phẩm được tái bản lần hai đã đạt số lượng 25.000 bản.
Đầu năm 2010, Cánh đồng bất tận được bấm máy tại Đồng Tháp Mười, thời gian quay kéo dài 45 ngày.

## Tranh cãi

### Poster quảng cáo

Sau khi phim được công chiếu, nhiếp ảnh gia Đặng Minh Tùng đã tỏ ý phản đối việc ghi bản quyền hình ảnh trên poster quảng cáo. Hình ảnh cánh đồng lúa vàng rộm trong phim được ghi ở huyện Mộc Hóa, tỉnh Long An.

## Giải thưởng
- Cánh diều vàng 2010 cho nhạc sĩ phim truyện nhựa: Nguyễn Quốc Trung
- Cánh diều vàng 2010 cho diễn viên nữ chính phim truyện nhựa: Ninh Dương Lan Ngọc
- Cánh diều vàng 2010 cho diễn viên nam phụ phim truyện nhựa: Võ Thanh Hòa
- Cánh diều bạc 2010 phim truyện nhựa
- Giải báo chí bình chọn cánh diều vàng 2010
- Bằng khen của Ban giám khảo Liên hoan phim Việt Nam lần thứ 17
- Nữ diễn viên chính xuất sắc Liên hoan phim Việt Nam lần thứ 17: Ninh Dương Lan Ngọc
- Giải Mai Vàng lần thứ 16 hạng mục "Nữ diễn viên điện ảnh được yêu thích nhất": Ninh Dương Lan Ngọc